# Друге сербське повстання
Друге сербське повстання (серб. Други српски устанак) — національно-визвольне повстання сербського народу проти турецького військово-феодального гніту в 1815–1817 роках. Друга фаза Сербської революції. Повстання в кінцевому підсумку призвело до створення автономного Сербського князівства, яке отримало свій парламент, конституцію і династію.

## Передумови
У квітні 1815 року сербське населення, яке перебувало під османською зверхністю, знову розпочало повстання. Як і в першому повстанні, спочатку виступи мали стихійний характер, повстанці виступали не проти султана й турецької влади взагалі, а проти утисків, що їх чинив призначений Портою правитель Белградського пашалику Сулейман-паша.
Друге сербське повстання очолив Милош Обренович, один із небагатьох ватажків першого повстання, які залишалися в Сербії після його придушення, і якого турки призначили «старшим князем» Рудницької нахії. На відміну від Карагеоргія, який був передусім полководцем, Мілош вирізнявся і дипломатичним хистом. Зокрема, він намагався заручитися підтримкою Австрії на той випадок, коли стихійний бунт населення не вдасться стримати.
Мілош не встиг завершити всю підготовчу роботу — османи поводилися надто жорстоко, й перші антитурецькі виступи відбулися вже 8-10 квітня 1815 року. 11 квітня Мілош був змушений проголосити початок повстання.

## Повстання
Збройні сутички повстанських і османських загонів тривали протягом квітня—липня з перемінним успіхом. Поступово перемоги повстанців ставали дедалі частішими й переконливішими: вони взяли місто Чачак у травні, Пожаревац у червні, здобули переконливу перемогу над авангардом турецького війська під проводом Ібрагім-паші в липні.
Від перших днів повстання Мілош поводився дуже обережно, намагаючись не дратувати султана й постійно наголошуючи на тому, що серби залишаються вірною райя, яка має на меті тільки полегшення матеріальних умов життя. Він не посилав повстанців на штурм міст, які належали особисто султанові, а взятого в полон Ібрагім-пашу за власною ініціативою передав туркам.
Врахувавши досвід першого повстання, коли за столом переговорів серби втрачали те, що здобували на полі бою, Милош Обренович значну увагу приділив саме переговорам. Наприклад, коли для придушення виступу Порта спрямувала проти сербів одразу дві армії, Мілош вступив у переговори з їхніми командувачами й домігся свого без відновлення бойових дій.
Такому поворотові подій значною мірою сприяла позиція Російської імперії, до якої Османська імперія в умовах, що склалися в Європі після остаточного краху Наполеона, мусила прислухатися. Під час повстання Росія послідовно підтримувала сербів у їхній боротьбі за здобуття автономії, і це зрештою допомогло сприятливому для повстанців розв'язанню проблеми.
Влітку 1815 року Обренович погодився на вимогу турків пропустити частину їхнього війська в Белград (серби навіть постачали продукти харчування цьому загонові), що стало для Порти підтвердженням лояльності сербів і дало змогу сербській делегації виїхати на переговори про майбутній статус і устрій Белградського пашалику до Стамбула.

## Наслідки

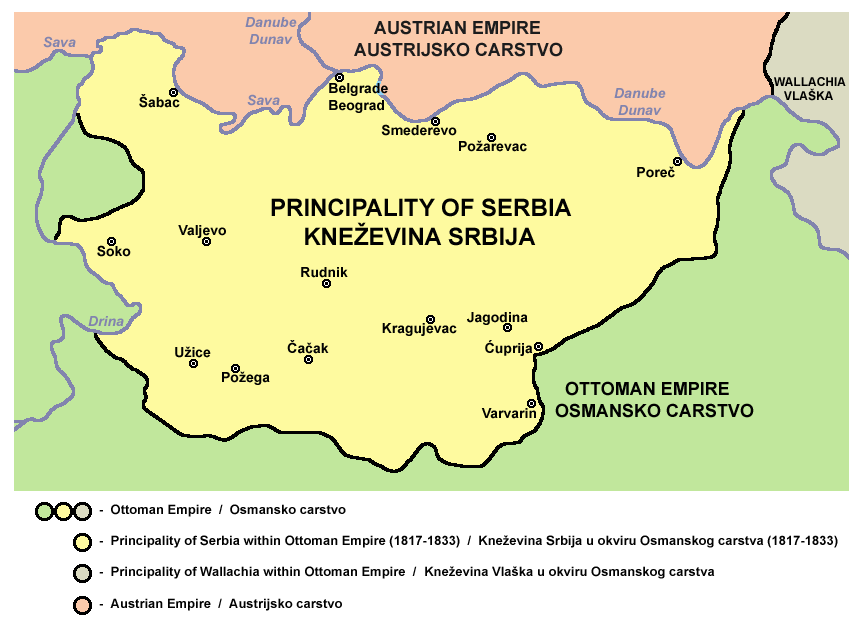
Сербське князівство після завершення повстання у 1817 році

Незважаючи на певні труднощі й відверте небажання Османської імперії обговорювати проблему сербської автономії, переговори завершилися успішно. Основним досягненням сербів було встановлення миру, який давав їм можливість узятися за відновлення того, що було зруйновано й знищено під час обох повстань. Спочатку всі полегшення, які турки погоджувалися зробити для райї, не закріплювалися документально, а існували у вигляді усних домовленостей. У 1816–1820 роках їх було розширено і потверджено фірманами султана.
Сербам дозволили самим збирати харач та інші обов'язкові платежі, розміри яких чітко обумовлювалися; на рівні місцевої влади практично однакові права надавалися як представникам Порти — «мусселімам», — так і сербським «кнезам»; Мілош Обренович призначався «верховним кнезом», його повноваження при цьому багато в чому дорівнювали повноваженням турецького паші, який керував пашаликом; створювалася Народна Канцелярія як вищий сербський орган адміністративного та судового самоврядування.